# Albrecht Agthe
Wilhelm Johann Albrecht Agthe (ur. 14 kwietnia 1790 w Ballenstedt, zm. 8 października 1873 w Berlinie) – niemiecki nauczyciel muzyki i kompozytor.

## Życiorys
Urodził się jako syn organisty, Carla Christiana Agthe (zm. 1797), a muzyki nauczał go inny organista z tej samej wsi. Naukę kontynuował w Domgymnasium w Magdeburgu. 18 listopada 1810 rozpoczął studia na Uniwersytecie w Lipsku. Najpóźniej w 1812 został członkiem Orkiestry Gewandhaus, gdzie grał drugie skrzypce. W 1823 wyjechał z Lipska i udał się do Drezna, gdzie założył szkołę muzyczną. Od 1826 do 1830 nauczał muzyki w Poznaniu (wcześniej także we Wrocławiu).
Skomponował dwie interpretacje w Lipsku, a także różne utwory fortepianowe i pieśni oraz pisał muzykę kościelną. Zmarł w Berlinie, gdzie prowadził szkołę muzyczną do 1845.

## Dzieła
- Amusement musical,
- Die diatonische Tonleiter,
- Deux Divertissemnts (marsze, polonezy),
- Fingeruebungen für das Pianoforte – podręcznik do nauki gry na fortepianie (Poznań, około 1826)[2].